# Ребека Галантри
Ребека Галантри (енгл. Rebecca Gallantree; Челмсфорд, 19. август 1984) британска је скакачица у воду. Њена специјалност су углавном скокови са даске са висина од једног и три метра, како у појединачној тако и у конкуренцији синхронизованих парова.
Највећи успех у каријери остварила је на Светском првенству 2015. у руском Казању где је у екипној конкуренцији у тиму са Томом Дејлијем освојила златну медаљу. Пре тога је на првенству Европе 2013. у немачком Ростоку освојила бронзану медаљу у синхронизованим скоковима са даске са висине од 3 метра. Власница је и златне медаља са Игара Комонвелта 2014. у дисциплини даска 3м синхронизовано.
Три пута је учествовала на Летњим олимпијским играма. У Пекингу 2008. освојила је 25. место у дисциплини даска 3 метра, док је у Лондону 2012. била 7. у синхроним и 18. у појединачним скоковима са даске са 3 метра.